# Ohařice
Ohařice (en allemand : Woharschitz, précédemment : Wohařitz) est une commune du district de Jičín, dans la région de Hradec Králové, en République tchèque. Sa population s'élevait à 75 habitants en 2022.

## Géographie
Ohařice se trouve à 8 km à l'ouest-nord-ouest de Jičín, à 49 km au nord-ouest de Hradec Králové et à 73 km au nord-est de Prague.
La commune est limitée par Samšina au nord-ouest et au nord, par Dolní Lochov au nord-est, par Ostružno à l'est et au sud-est, par Střevač au sud et par Markvartice à l'ouest.

## Histoire
La première mention écrite de la localité date de 1543.

## Galerie

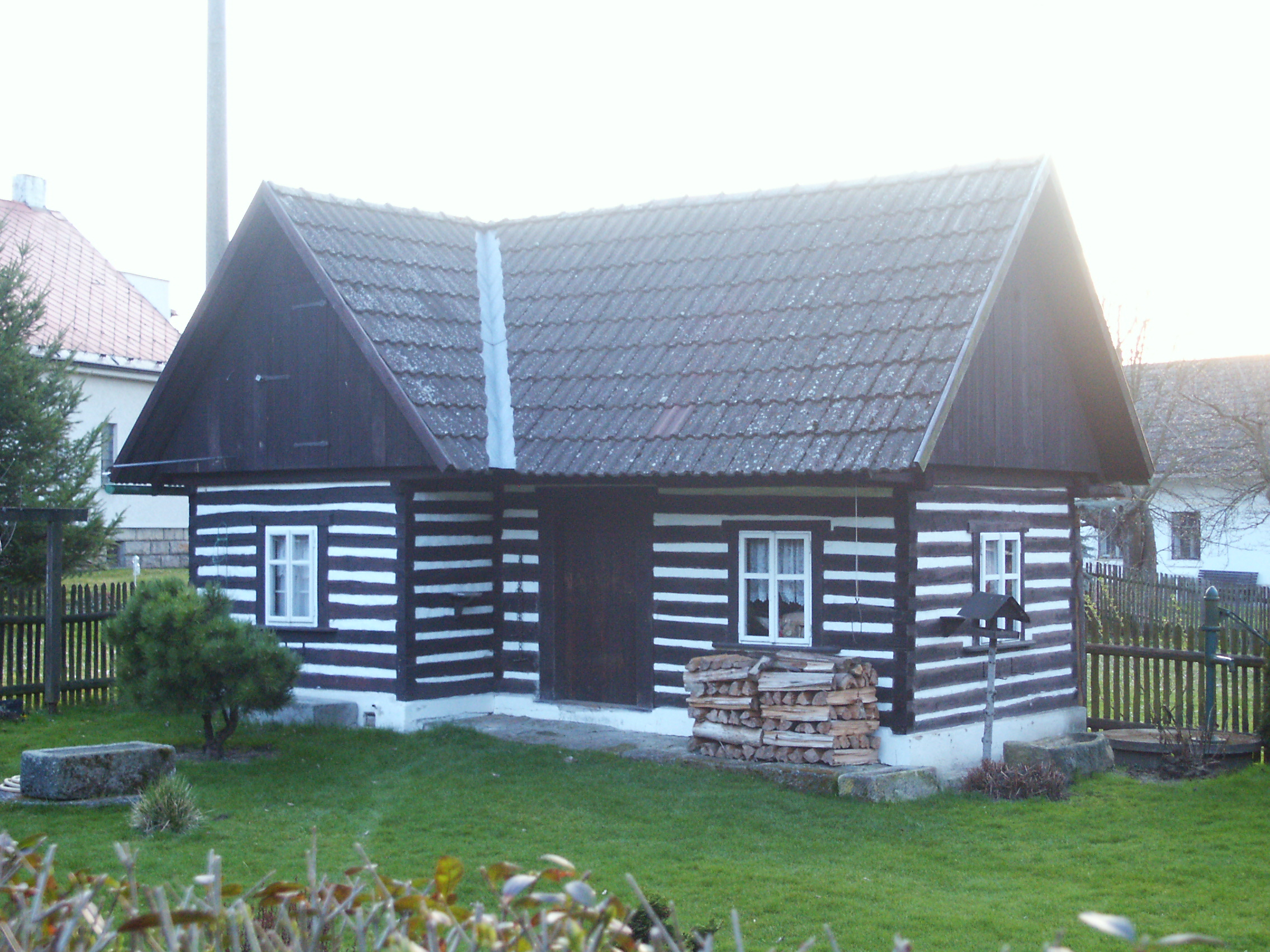
Maison à Ohařice.
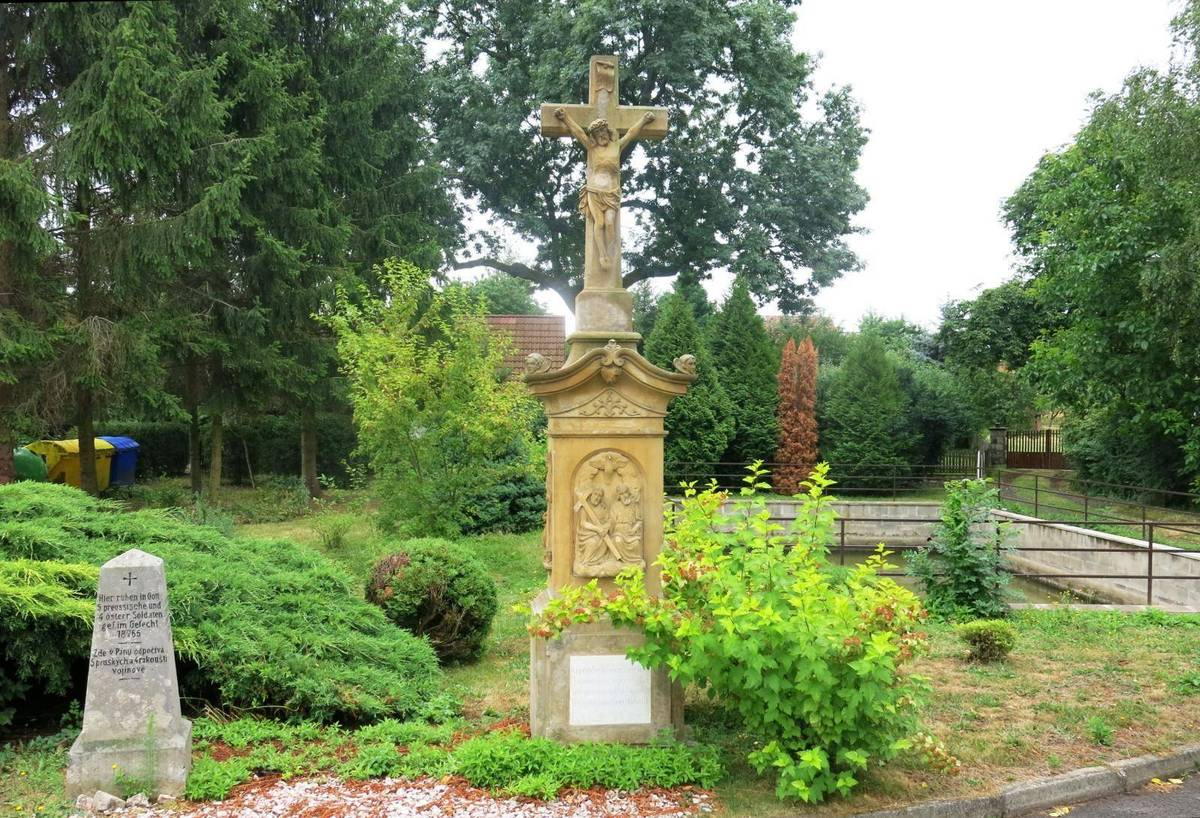
Croix de pierre à Ohařice.

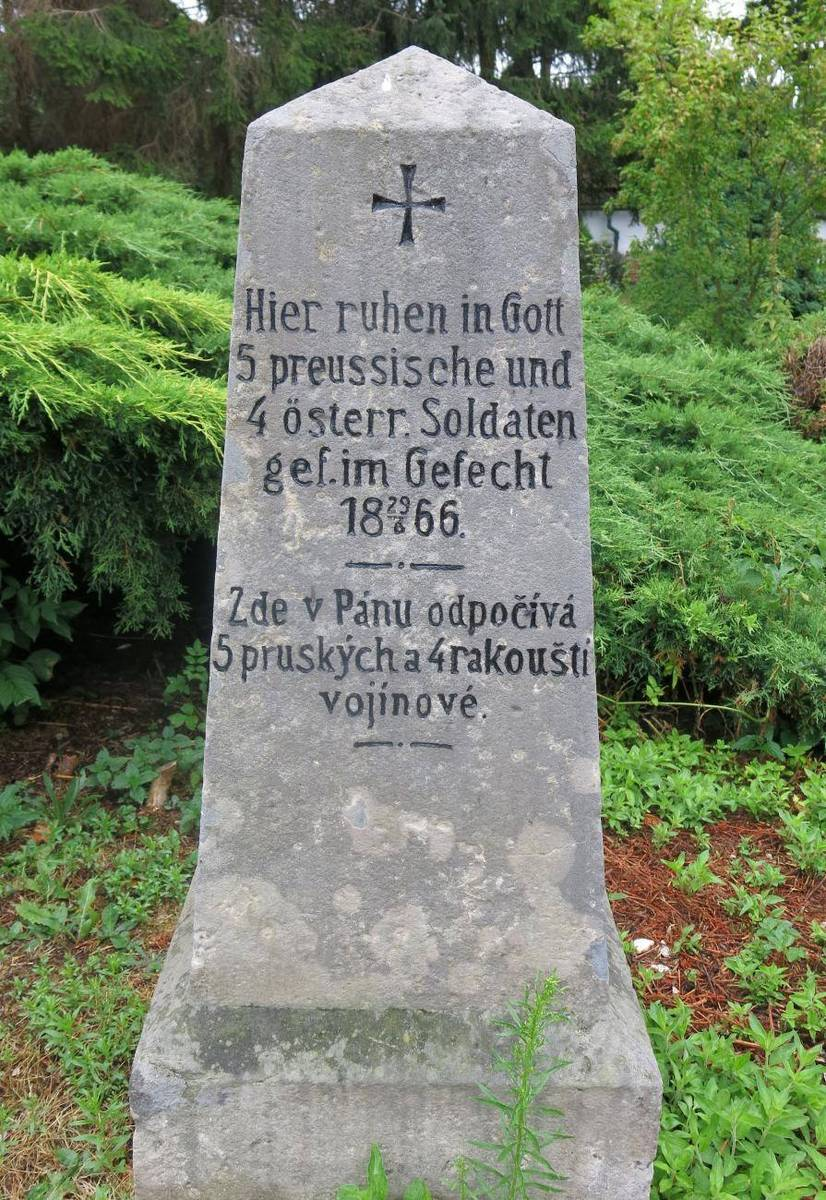
Monument aux morts au combat du 29 juin 1866 à Ohařice.
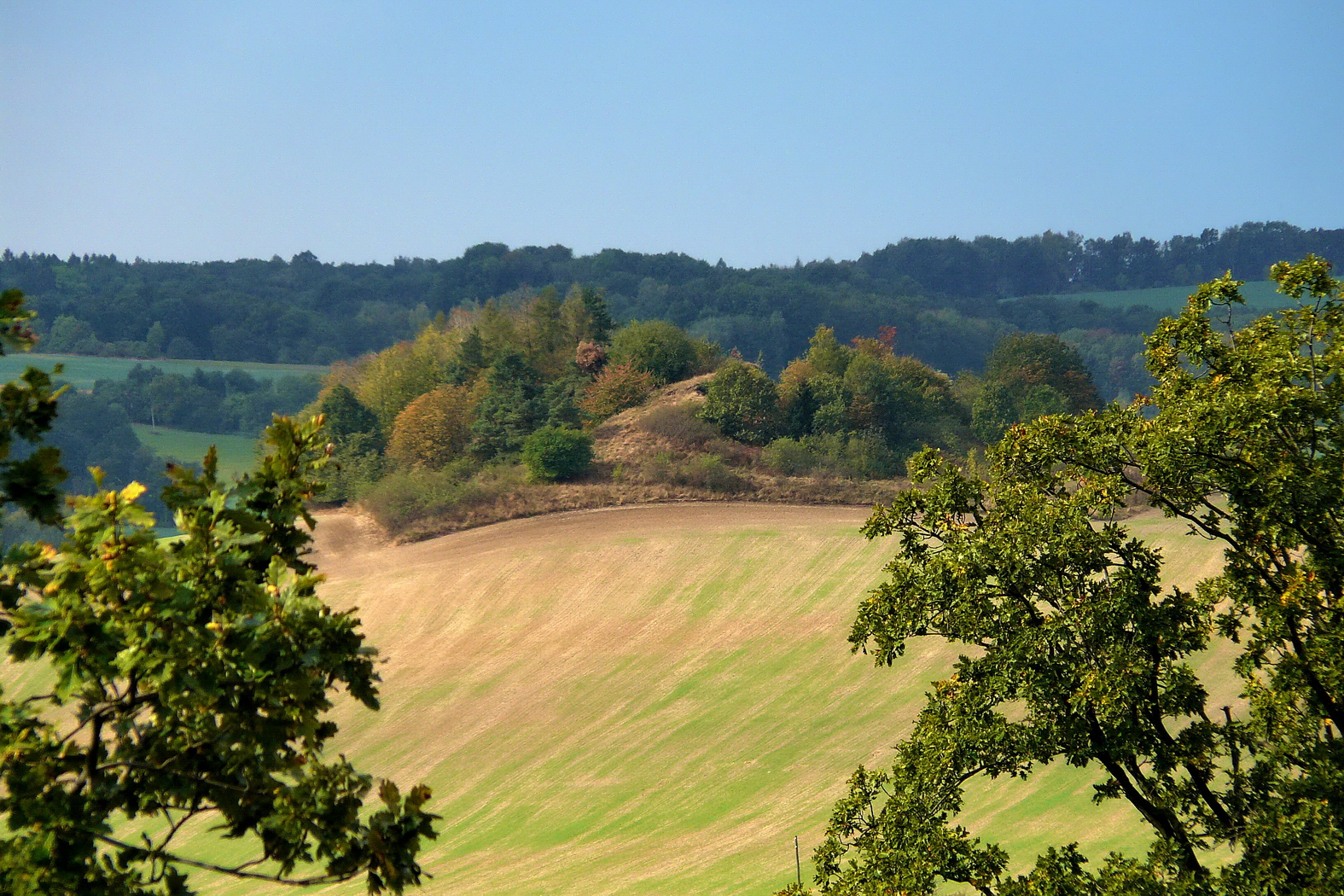
Colline Dubolka.

## Transports
Par la route, Ohařice se trouve à 8 km de Jičín, à 56 km de Hradec Králové et à 87 km de Prague.